# Marmon-Herrington Armoured Car
Der Marmon-Herrington Armoured Car ist eine Serie von im Zweiten Weltkrieg für die südafrikanischen Streitkräfte und andere Commonwealth-Truppen entwickelten Panzerwagen.

## Entwicklung
Im Jahr 1938 trat die südafrikanische Regierung an die einzige Automobilfabrik des Landes, die Ford-Werke in Port Elizabeth, heran mit dem Auftrag, für die Armee Südafrikas, die Union Defence Force, ein gepanzertes Fahrzeug zu entwickeln, da man in einem Kriegsfall befürchtete, von Großbritannien keinerlei Unterstützung zu erhalten. 
Bei Kriegsausbruch im September 1939 waren zwei Prototypen mit Weichstahlpanzerung fertig.
Ausgangspunkt war ein Ford 3t-Fahrgestell. Allerdings lieferte Ford Canada Fahrwerksteile und bei der amerikanischen Firma Marmon-Herrington wurden die Teile für den Allrad-Antrieb gekauft. Hierdurch erhielt das Fahrzeug letztlich seine Bezeichnung. 
Die Bewaffnung des Fahrzeugs stammte aus britischer Fertigung und die Panzerplatten für den Aufbau wurden in der South African Iron & Steel Industrial Corporation gefertigt. Die Endmontage des Fahrzeugs erfolgte beim Unternehmen Dorman Long.

## Technik
Fahrgestell und Motor kamen von Ford in Kanada, das später eingebaute Allrad-Getriebe von Marmon-Herrington, dem Namensgeber. Sämtliche Waffen wurden in Großbritannien gefertigt. Alle Varianten hatten einen drehbaren Turm (in den ersten drei Varianten nach oben offen), der die jeweilige Hauptbewaffnung enthielt. Die Besatzung bestand aus 4 Mann. Der Motor leistete 95 PS und entstammte dem damaligen Mercury-PKW. Die Panzerung betrug maximal 12 mm.
Es sei darauf hingewiesen, dass in allen hier zitierten Publikationen nur die technischen Daten für die Variante Mk.II zu finden waren. Die sicher in etlichen Punkten abweichenden technischen Daten der anderen Varianten sind leider offenbar nirgendwo veröffentlicht.

## Einsatz

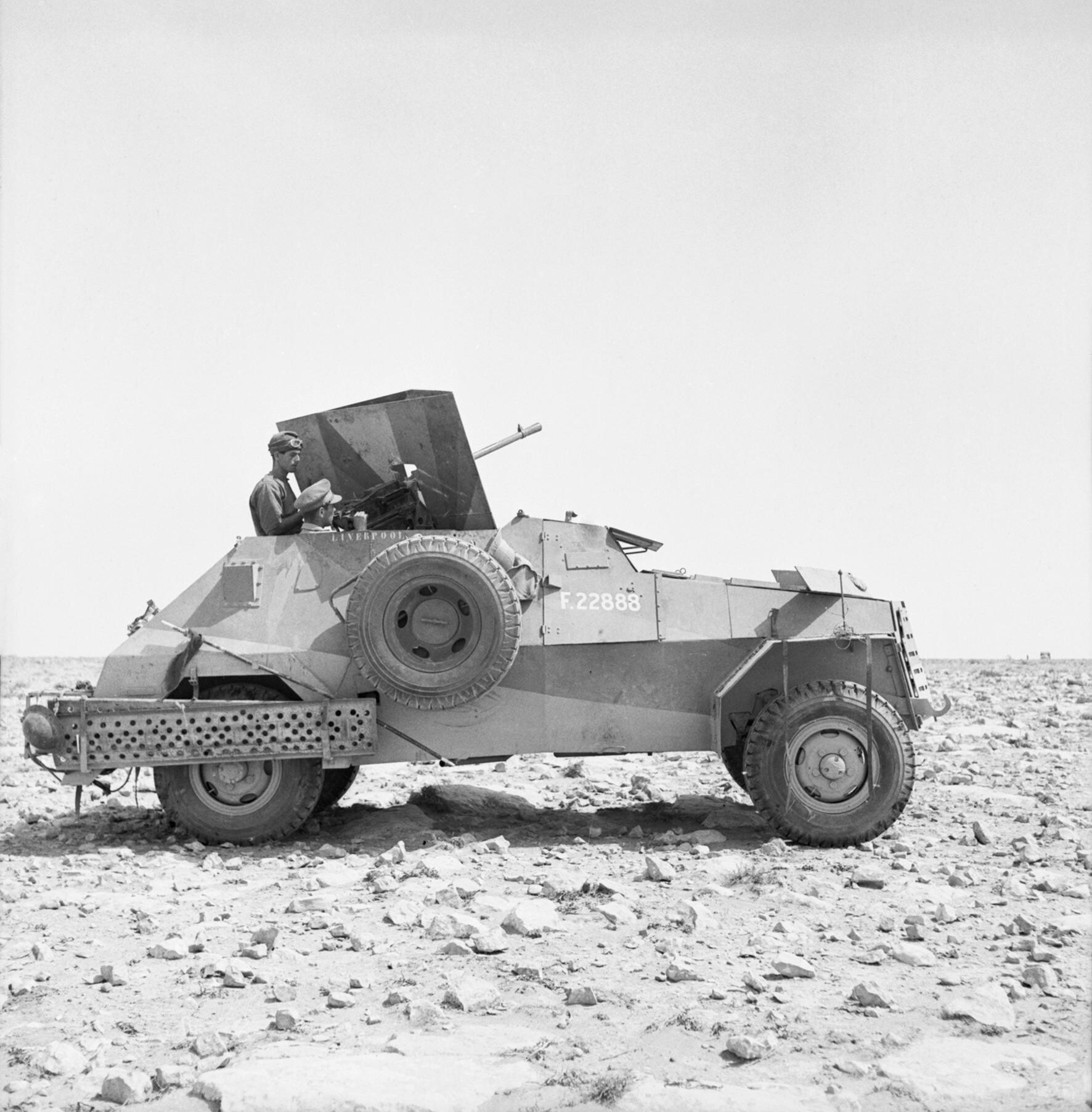
Marmon Herrington im Mai 1941 vor Tobruk mit einer erbeuteten 20-mm-Breda-Maschinenkanone

Der anschließend in mehreren Varianten in über 5000 Stück hergestellte Marmon Herrington nahm vor allem an den Kämpfen in Nord- und Italienisch-Ostafrika teil. Seine Produktion wurde eingestellt, nachdem der Feldzug in Nordafrika im Mai 1943 beendet war und mittlerweile neue Panzerspähwagen, wie etwa der M8 Greyhound, entwickelt waren und im Rahmen des Lend & Lease-Programms den alliierten Truppen zuliefen. Gerühmt wurde die unter Gefechtsbedingungen einfache Wartung. Das Fahrzeug war enorm robust und unter den schwierigen Klimaverhältnissen in der afrikanischen Wüste sehr zuverlässig. Problematisch blieben die mit maximal 12 mm sehr schwache Panzerung und bis zum Mk.III die ungenügende Bewaffnung.
Das Fahrzeug war speziell für den nordafrikanischen Kriegsschauplatz konstruiert worden und genügte spätestens ab 1942 nur noch bedingt den an ein gepanzertes Aufklärungsfahrzeug zu stellenden Anforderungen. Andererseits war es dort, wo ein mit schweren Waffen ausgerüsteter Feind nicht zu fürchten war, als preiswert herstellbares Fahrzeug weiterhin gut einsetzbar. So wurden etliche Fahrzeuge für Besatzungs- und Ausbildungszwecke in Italienisch-Ostafrika und Nordafrika und für Sicherungsaufgaben in den britischen afrikanischen Kolonien eingesetzt, andere kamen mit gleicher Zweckbestimmung zur indischen Armee. Nach dem Zweiten Weltkrieg blieben sie im Lande und gelangten, als diese Staaten selbständig wurden, in die neu aufgestellten Armeen Indiens, Kenias, Südrhodesiens und Zyperns, wo sie teilweise bis in die 1970er Jahre in Gebrauch blieben. Ein Teil der im nordafrikanisch-kleinasiatischen Raum verbliebenen Fahrzeuge kam nach Ende des Zweiten Weltkrieges in die Hände arabischer Streitkräfte, so z. B. der Arabischen Legion, die sie 1948 im Palästinakrieg einsetzte.
Einige Panzerspähwagen wurden, als die Japaner Niederländisch-Indien angriffen, mangels anderen Materials zur Unterstützung niederländischer Truppen dorthin geliefert. Viele davon fielen den Japanern als Beute in die Hände, blieben nach Ende des Zweiten Weltkrieges im Lande und wurden im Indonesischen Unabhängigkeitskrieg von indonesischen Aufständischen gegen die Niederländer eingesetzt.
Die Briten gaben in der zweiten Kriegshälfte ihre Marmon-Herrington-Panzerspähwagen, als sie moderneres Material erhielten, an die sie unterstützenden Verbündeten wie Polen, Forces françaises libres und Griechen ab. Die griechischen Streitkräfte nahmen, als 1945 ihre Heimat an sie zurückfiel, neben anderen Ausrüstungsgegenständen auch ihre Marmon-Herrington-Panzerspähwagen mit, die dort bis in die 1990er Jahre in Arsenalen vorrätig gehalten worden sein sollen.

## Ausführungen

### Mark I
Der als Prototyp vorgestellte Wagen befriedigte zwar aufgrund fehlenden Allradantriebes nicht, indessen wurden angesichts des mittlerweile ausgebrochenen Krieges in mehreren Losen zunächst 266 Fahrzeuge bestellt, ab Anfang 1940 begann die Produktion. Die Fahrzeuge hatten noch keinen Vierrad-Antrieb, der gepanzerte Aufbau (die Panzerplatten stammten vom südafrikanischen Staatskonzern Iscor) war zunächst genietet, später geschweißt. Er wurde auf das unveränderte Fahrgestell des Ford Dreitonner-LKW (Radstand 134 Zoll oder 3,40 m) gesetzt. Das Innere konnte durch zwei seitliche Türen und eine zweiflüglige Heckklappe betreten werden und ermöglichte so ein schnelles Auf- und Absitzen der Besatzung. Die gepanzerte Kühlerverkleidung war aufklappbar, um auf längeren Märschen ohne Feindberührung eine bessere Kühlung zu ermöglichen. An den hinteren Kotflügeln waren zwei blecherne Spurbahnen befestigt, die helfen sollten, das Fahrzeug wieder flott zu machen, wenn es sich im Sande festgefahren hatte. Der Zweimann-Turm trug in einer Kugelblende ein wassergekühltes Vickers-MG, ein weiteres konnte durch eine kleine Luke in der linken Seite des Aufbaus nach schräg hinten feuern. Da die südafrikanischen Truppen damals noch nicht in Kampfhandlungen verwickelt waren, wurde das Fahrzeug zunächst nur in Südafrika selber zu Ausbildungszwecken verwendet. Vom Mk.I wurden 113 oder 135 Stück bis Mai 1940 gebaut.

### Mark II
Der ab etwa Mai 1940 dem Mk.I in der Produktion folgende Mk.II unterschied sich vom Mk. I vor allem durch den nun vorhandenen Allradantrieb: Das Getriebe lieferte die Firma Marmon-Herrington aus den USA, die sich in den 1930er Jahren auf derartige für den Militärgebrauch nützliche Zusatzausrüstungen vor allem für Ford-Fahrzeuge spezialisiert hatte. Ferner hatte das Fahrzeug jetzt einen etwas kürzeren Radstand. Es wurde in zwei Ausführungen hergestellt: Die in 549 Stück gebaute Variante Mobile Field Force (kurz: MFF) behielt die gleiche Bewaffnung wie die Variante Mk I.
Die in 338 Stück gebaute Variante Middle East (kurz: ME) hatte im Turm eine Panzerbüchse Boys und eine Halterung für ein Bren-Fliegerabwehr-MG und ein weiteres Bren-MG, im hinteren Kampfraum gab es seitliche Öffnungen zur Installation weiterer Bren-MG.
Beide Varianten waren bei Beginn der Kämpfe in Nord- und Ostafrika ab etwa Juli 1940 die hauptsächlich von den Briten und ihren Verbündeten verwendeten Panzerspähwagen. Ein Teil wurde in der Folgezeit von der Truppe häufig mit Beutewaffen umgerüstet, um sich gegen feindliche Panzer besser wehren zu können, wie zum Beispiel der italienischen 20-mm-Breda-Maschinenkanone oder der deutschen 3,7-cm-PaK 36.

### Mark III
Die Variante Mk.III löste ab etwa Mai 1941 die Variante Mk. II in der Produktion ab. Bei ihrer Konstruktion wurden die mittlerweile vorliegenden Kampferfahrungen vom nordafrikanischen Kriegsschauplatz verwertet. Die wichtigste Änderung betraf das Fahrgestell: Der Radstand wurde erneut auf jetzt 117 Zoll (2,97 m) verkürzt. Hierdurch wurde es zwar im Kampfraum enger, indessen war auch die zu panzernde Fläche kleiner, die mittlerweile als ungenügend empfundene Panzerung konnte daher verstärkt werden. Die zwei Ausstiegstüren am Heck wurden durch eine ersetzt, es entfielen die seitlichen Schießluken für MG in der Wanne. Auch der Turm war jetzt vollständig geschweißt und nicht mehr genietet. Bis etwa August 1942 entstanden 2630 Stück. Auch beim Mk.III wurde häufig die Panzerbüchse Boys (deren Geschosse nach einem Bonmot der Briten selbst allenfalls die Panzerung eines Marmon-Herrington durchschlagen konnten) durch andere erbeutete Waffen ersetzt, neben den oben genannten werden die französische 25-mm-Pak 37, die italienische 47-mm-Pak 32 und die deutsche 2,8-cm-schwere Panzerbüchse 41 genannt.
Eine als Mk.III A bezeichnete Variante hatte keinen Turm und stattdessen eine Drehring-Lafette mit einem Fliegerabwehr-MG.

### Mark IV
Der Mk.IV löste ab August 1942 den Mk.III in der Produktion ab. Gegenüber seinen Vorgängern wurde das Fahrzeug erheblich geändert: Der Motor wurde zum besseren Schutz vor Beschuss im Heck untergebracht. Der Turm war erheblich vergrößert und trug jetzt eine Ordnance QF 2-Pfünder-Pak und ein koaxiales MG, ein weiteres MG befand sich zur Fliegerabwehr auf dem Turmdach, seitlich am Turm war ein Rauchentwickler angebracht. Damit hatte das Fahrzeug eine Bewaffnung, mittels derer es zumindest leichte gegnerische Panzer halbwegs mit Aussicht auf Erfolg bekämpfen konnte. Das Chassis erhielt eine den Umbauten angepasste völlig andere Form.
Da es bei der Lieferung von Getrieben durch die Firma Marmon-Herrington zu Unregelmäßigkeiten kam, wurde für einen Teil der Fahrzeuge das Getriebe der kanadischen Ford F-60 L verwendet, diese Fahrzeuge erhielten die Bezeichnung Mk.IV F.
Bis zum Auslaufen der Produktion 1943/4 wurden 2116 Stück der Variante Mk.IV gefertigt, davon waren 1160 Mk.IV F.

### Mark VI
Ein Mark V blieb im Projektstadium. Unter dem Eindruck des deutschen Achtrad-Spähpanzers SdKfz 231 entstand Ende 1942 der Prototyp des Mk.VI: Ein Achtrad-Fahrzeug, alle vier Achsen angetrieben, als Antrieb dienten zwei parallel laufende Ford-Motoren. Es gab zwei Prototypen: Der erste trug wie der Mk.IV einen Turm mit 2-Pfünder-Pak, der zweite einen solchen mit einer 57-mm-Pak. Zunächst plante man größere Bestellungen, als indessen der Feldzug in Nordafrika (für den die Fahrzeuge bestimmt waren) 1943 zu Ende ging, hatte man für dieses Fahrzeug keine Verwendung mehr, die Bestellungen wurden storniert. Die zwei Prototypen haben überlebt: Der eine befindet sich im Tank Museum in Bovington, der andere blieb in Südafrika.